# Blue Pill
Blue Pill – nazwa hipotetycznego rootkita, którego działanie opiera się na technologii wirtualizacji mikroprocesorów, i przeznaczonego dla systemu operacyjnego Microsoft Windows Vista. Blue Pill wykorzystuje technologię wirtualizacji AMD Pacifica, lecz istnieje możliwość przystosowania go do współpracy z mechanizmami wirtualizacji Intel Vanderpool. Rootkit został zaimplementowany przez Joannę Rutkowską i zaprezentowany na konferencji Black Hat Briefings 3 września 2006.
Według zapewnień autorki, Blue Pill poprzez wykorzystanie technologii Pacifica, może umieścić działający system operacyjny w maszynie wirtualnej procesora, działając sam w trybie nadzorcy (hypervisor) i posiadając pełnię kontroli nad zasobami komputera. Joanna Rutkowska zapewnia, że próby wykrycia nadzorcy są nieskuteczne, a więc istnieje możliwość stworzenia w 100% niewykrywalnego rootkita.
Twierdzeniu temu, powtarzanemu w wielu artykułach prasowych, zaprzecza m.in. firma AMD, która wydała oświadczenie odrzucające możliwość stworzenia w pełni niewykrywalnego nadzorcy (hypervisora). Niektórzy z badaczy zajmujących się bezpieczeństwem teleinformatycznym również postulują możliwość wykrycia takiego oprogramowania. 
W 2007 grupa związana z firmą Matasano Security rzuciła wyzwanie Joannie Rutkowskiej, podając w wątpliwość możliwość stworzenia w 100% niewykrywalnego rootkita i proponując skonfrontowanie oprogramowania Blue Pill oraz detektora rootkitów napisanego przez grupę. Rywalizacja nie doszła do skutku gdyż Joanna Rutkowska zażądała 384 tys. dolarów amerykańskich wynagrodzenia za wykonaną pracę, jako warunku przystąpienia do zakładu. 
Joanna Rutkowska i Aleksandr Tereszkin przedstawili kolejne argumenty wspierające własne badania podczas wykładu na konferencji Black Hat w 2007, sugerując, że metody detekcji zaproponowane przez grupę związaną z Matasano Security są nieskuteczne.
Kod źródłowy Blue Pill został upubliczniony.
Nazwa rootkita pochodzi od "niebieskiej pigułki" z filmu Matrix.